# Castilla la Nueva
Castilla la Nueva fue una región geográfica e histórica española. Es el nombre de una de las regiones españolas anteriores a la actual división en comunidades autónomas, la cual abarcaba las provincias de Ciudad Real, Cuenca, Guadalajara, Madrid y Toledo, es decir, como la actual Castilla-La Mancha más la Comunidad de Madrid, salvo la provincia de Albacete, que pertenecía en esa época a la región de Murcia.
Anteriormente a la división provincial de Javier de Burgos de 1833, gran parte del norte y del oeste de la actual provincia de Albacete pertenecía a la provincia de Cuenca (concretamente varias localidades del norte de Albacete, como Jorquera, La Roda o Villalgordo del Júcar) o a la provincia de La Mancha (como por ejemplo Alcaraz, Villarrobledo u Ossa de Montiel), y por tanto se incluía en Castilla la Nueva, mientras que el resto pertenecía al reino de Murcia, en cuya región histórica se incluyó a partir de entonces.
La comunidad de villa y tierra de Requena también es parte integrante de Castilla la Nueva desde un punto de vista histórico. Esta comarca, que continuó siendo parte de la provincia de Cuenca incluso tras la división provincial de 1833, fue incorporada más tarde a la provincia de Valencia. Su personalidad castellana contrasta con el carácter históricamente valenciano del resto de comarcas de la Comunidad Valenciana.

## Evolución histórica

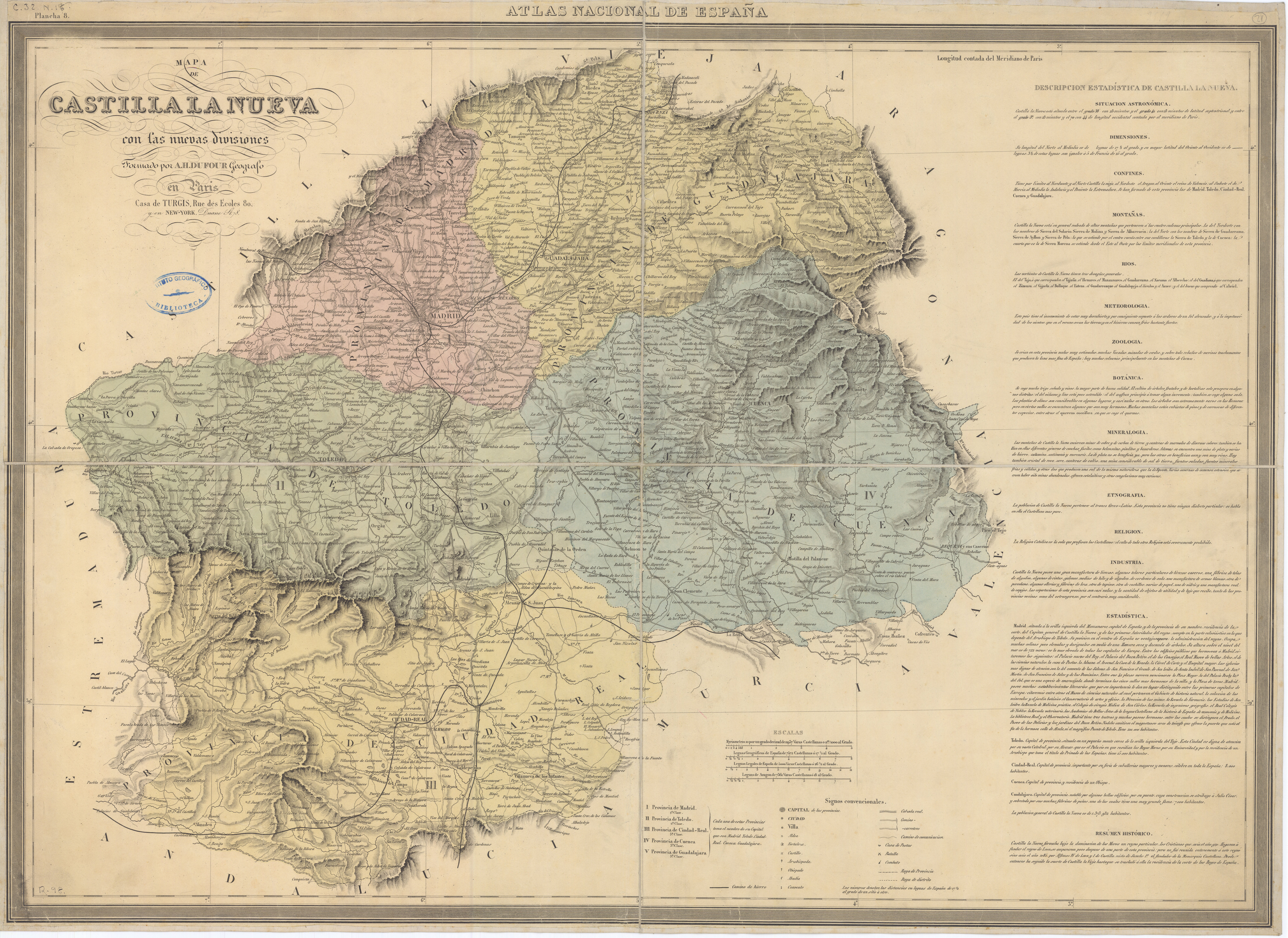
Castilla la Nueva con las nuevas divisiones; mapa de Auguste Henri Dufour de 1837. Podemos observar cómo la Plana de Utiel seguía integrándose en la provincia de Cuenca

Además, tras los reajustes de la división provincial de 1833 realizados en las dos décadas siguientes los municipios de Villena y Sax pertenecientes a la provincia de Albacete fueron asignados a la provincia de Alicante, en tanto que las tierras de la meseta de Requena-Utiel (hasta entonces provincia de Cuenca) pasó a formar parte de la provincia de Valencia.
Junto a la antigua región de Castilla la Vieja, de la que la separa el Sistema Central, la región de Castilla la Nueva formaba la región histórica de Castilla. Los orígenes de Castilla la Nueva estuvieron en la Taifa de Toledo, reino musulmán conquistado a partir de la toma de Toledo en 1085 por el rey Alfonso VI de León y Castilla e incorporado como Reino de Toledo a las posesiones del rey de Castilla y León.
Castilla la Nueva, igual que la mayor parte de las demás regiones históricas de la Corona de Castilla, no tuvo ninguna dimensión institucional más allá de la aparición de su nombre en los mapas. Su existencia teórica no suponía ninguna unidad jurisdiccional ni circunscripción de ningún tipo, ni en el Antiguo Régimen (donde las unidades administrativas fueron los corregimientos e intendencias) ni en el Estado liberal (que creó la definitiva división en provincias). Tampoco fue objeto de ningún proceso autonómico durante la Segunda República Española (periodo en que se constituyó la autonomía de Cataluña y se impulsaron las del País Vasco y Galicia). El franquismo, que revirtió todos esos procesos, no dio a las regiones históricas, ni por tanto a Castilla la Nueva, ningún papel aparte de su aprendizaje escolar, la revalorización de algunas tradiciones folclóricas (trajes y danzas regionales) o la estructura territorial de algunas federaciones y competiciones deportivas.

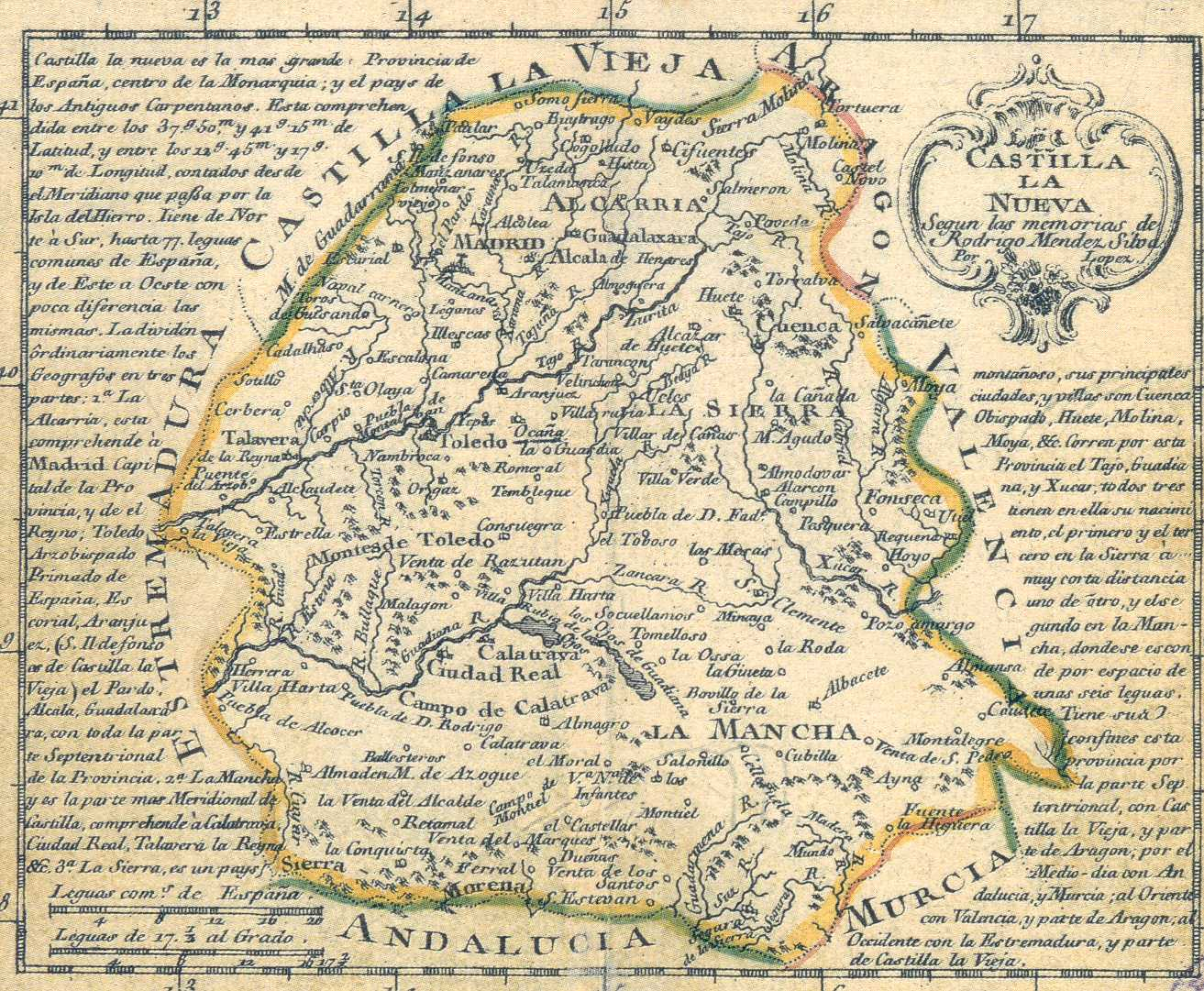
Castilla la Nueva en 1785. Obsérvese cómo la provincia de Albacete (excepto los Campos de Hellín y el Alto Segura) aparece como parte integrante de Castilla La Nueva.

La Constitución española de 1978, aunque hacía referencia tanto a los términos de 'región' como el de 'provincia', preveía una estructura territorial llamada 'comunidad autónoma', en donde los dirigentes provinciales deberían realizar un proceso (denominado preautonómico) de constitución en dichos entes autonómicos, a partir de las siguientes elecciones generales y sobre todo las municipales de 1979, que constituyeron diputaciones provinciales basadas en los concejales obtenidos por los distintos partidos políticos en los nuevos ayuntamientos democráticos. La antigua región de Castilla la Nueva no fue tomada en consideración: la provincia de Madrid se transformó en una comunidad uniprovincial (Comunidad de Madrid), mientras que las restantes cuatro provincias junto con la de Albacete constituyeron la comunidad autónoma de Castilla-La Mancha.

## Comarcas

### La Alcarria
Ya en la meseta destaca por su fuerte perfil la región de La Alcarria. En la margen izquierda del Henares, sus altos páramos o alcarrias descienden en faldas abarrancadas y sin vegetación, formando secas vaguadas o dejando paso a ríos cortados (Tajo, Tajuña).
La delimitación comarcal de la Alcarria es imprecisa. Existe, además, una confusión entre el nombre «regional» (Alcarria, en singular)que designa a la zona comprendida entre el Henares y el Tajo frente a la Campiña (comprendida entre el Henares y el Jarama) y el nombre «topográfico» (alcarrias, en plural), que designa a los «llanos altos» que caracterizan el terreno.
En una zona impregnada de mozarabismo como esta, no es de extrañar que su nombre provenga de un híbrido entre un artículo árabe al y otra del ibérico como arri («piedra»), Al-carria significaría el «camino de piedras».
Brihuega más que Guadalajara, es el centro natural de esta región despoblada. Los cultivos como cereales, vid y olivo son hoy al igual que en la Edad Media los cultivos preferentes, complementándose a su vez con la ganadería.
La Alcarria gozó de gran importancia por lugar estratégico en los siglos XIII; XIV y XV, pero ya entrado el siglo XVII esta comarca entró en decadencia, la abolición de la ganadería, la pérdida de montes y pastos, sustituidos por una pobre economía cerealista y la pérdida del valor estratégico marchando sus grandes casa nobiliarias a la Corte central, como en el caso de los Mendoza, marcaron su declive definitivo.

### Toledo
Entre la Sierra, la alcarria y el Tajo se extiende el centro de la llanura toledana, que se continúa sin apenas modificar su aspecto árido y monótono en los interminables llanos de la Mancha.
La cuenca media del Tajo ha sido el eje tradicional de esta zona, sede de su capital, Toledo, y de villas de importancia, como Talavera y Oropesa, situadas en la misma orilla del Tajo.
Compiten en la actualidad Toledo y Talavera de la Reina, ya en el siglo XVII tenía Talavera la suficiente importancia como para ser incluida entre los seis principales centros ciudadanos de Castilla la Nueva.
Sin embargo el crecimiento arrollador de la villa de Madrid ya desde fines del siglo XVI hizo que las ciudades toledanas quedaran convertidas en núcleos de escasa importancia ya en el temprano XVIII.

### La Mancha
Categoría especial merece la amplia región de la Mancha, que geográfica y estratégicamente depende de Ciudad Real, pues orográficamente la mayor parte de su extensión corresponde a la actual provincia de Ciudad Real (antaño, en la primera división administrativa, se creó la Provincia de La Mancha, la provincia de Ciudad Real actual) . Corresponde con lo que los romanos llamaron campo espartario y los árabes manxa —tierra seca—. Campo de batalla tradicional en la Reconquista, fue una gran «zona de nadie» entre las dos líneas defensivas de Sierra Morena y el Tajo. Cervantes acertó situando su fantástica caballeresca en el escenario de las más decisivas batallas de la Reconquista.
La despoblación de la Mancha, debida a su constante inseguridad militar fue muy intensa y apenas se tuvieron en cuenta al repoblarla los viejos emplazamientos. Son ciudades «nuevas», creadas al amparo de órdenes militares como la de Calatrava y siguiendo el flujo de las líneas avanzadas. Carece, por ello, esta región del fuerte sabor celtibérico tradicional, [cita requerida] de las poblaciones toledanas y alcarreñas, que conservan no solo el aspecto, sino la toponimia y los característicos emplazamientos de los primitivos castros.

### Serranía y Meseta
En resumen, la fisonomía regional de Castilla la Nueva viene determinada por la fuerte oposición entre las zonas serranas, ganaderas, cubiertas de monte o pinar, como el de Valsaín, y las muy diversas en economía, forma de vida y paisaje de la llanura de la Meseta, entre los que descuellan por su fuerte perfil la Alcarria y la Mancha.

## Actualidad
En la actualidad, Castilla la Nueva no existe como entidad administrativa y su territorio se encuentra dividido entre las comunidades autónomas de Madrid y Castilla-La Mancha. El nombre mismo está en desuso fuera de su contexto histórico.